# Chiesa di Santa Maria a Pulica
La chiesa di Santa Maria a Pulica si trova a Montelupo Fiorentino (Città Metropolitana di Firenze) in Toscana, sul crinale di una collina tra i torrenti Virginio e Turbone in Val di Pesa. Fa parte della Parrocchia di San Donato a Livizzano e Santa Maria a Pulica.

## Storia
Sulla collina di Pulica lungo una delle strade che da Montelupo Fiorentino conduce a Montespertoli appare sulla sommità di un ampio pianoro la chiesa di Santa Maria a Pulica risalente alla fine del XIII secolo come testimonia un documento del 1286.
Nel corso dei secoli la chiesa di Santa Maria a Pulica appartenne a varie famiglie nobili fiorentine a partire dai signori da Montespertoli (1392) un ramo dei conti Alberti di Mangoni, ai Machiavelli, di cui lo stemma in maiolica in facciata, e dalla fine del XV secolo alla famiglia de’ Frescobaldi che la riunirono alla rettoria di San Michele a Quarantola mantenendone il possesso fino al 1787 quando essi, con un atto di rinuncia al patronato, concessero la Chiesa alla Curia Arcivescovile di Firenze.
La parrocchia di Pulica appartenne fino al 1834 alla Comunità di Lastra a Signa.

## Descrizione
Oggi la chiesa, oggetto di un parziale restauro a metà degli anni novanta del novecent,o risulta inglobata in un insediamento rurale storicizzato oggetto anch’esso di restauro. Con pianta a croce greca è esempio dell’architettura romanica toscana e si caratterizza per la sobria facciata intonacata e il campanile con vela a tre luci che si eleva al di sopra della copertura a capanna dell’edificio.
All’interno si conservano ancora l’altare maggiore dove era collocata una tela seicentesca di scuola fiorentina raffigurante l’Assunta alla quale è consacrata la Chiesa, il fonte battesimale, il soppalco ligneo soprastante la porta d’ingresso con l’originario organo e due confessionali anch’essi lignei. Vi erano inoltre una tela del XV secolo raffigurante la Madonna col Bambino e un'altra del XVI secolo raffigurante la Madonna del S.S. Rosario. Nell'altare del transetto di sinistra vi sono documentate due grandi statue di terracotta invetriata policroma del XV/XVI secolo raffiguranti Sant’Antonio Abate e San Pietro Igneo di dubbia attribuzione tra le botteghe dei Della Robbia  e dei Buglioni. Le statue sono adesso parzialmente smontate per motivi di sicurezza e portate altrove.